# 薩里基奧伊鄉

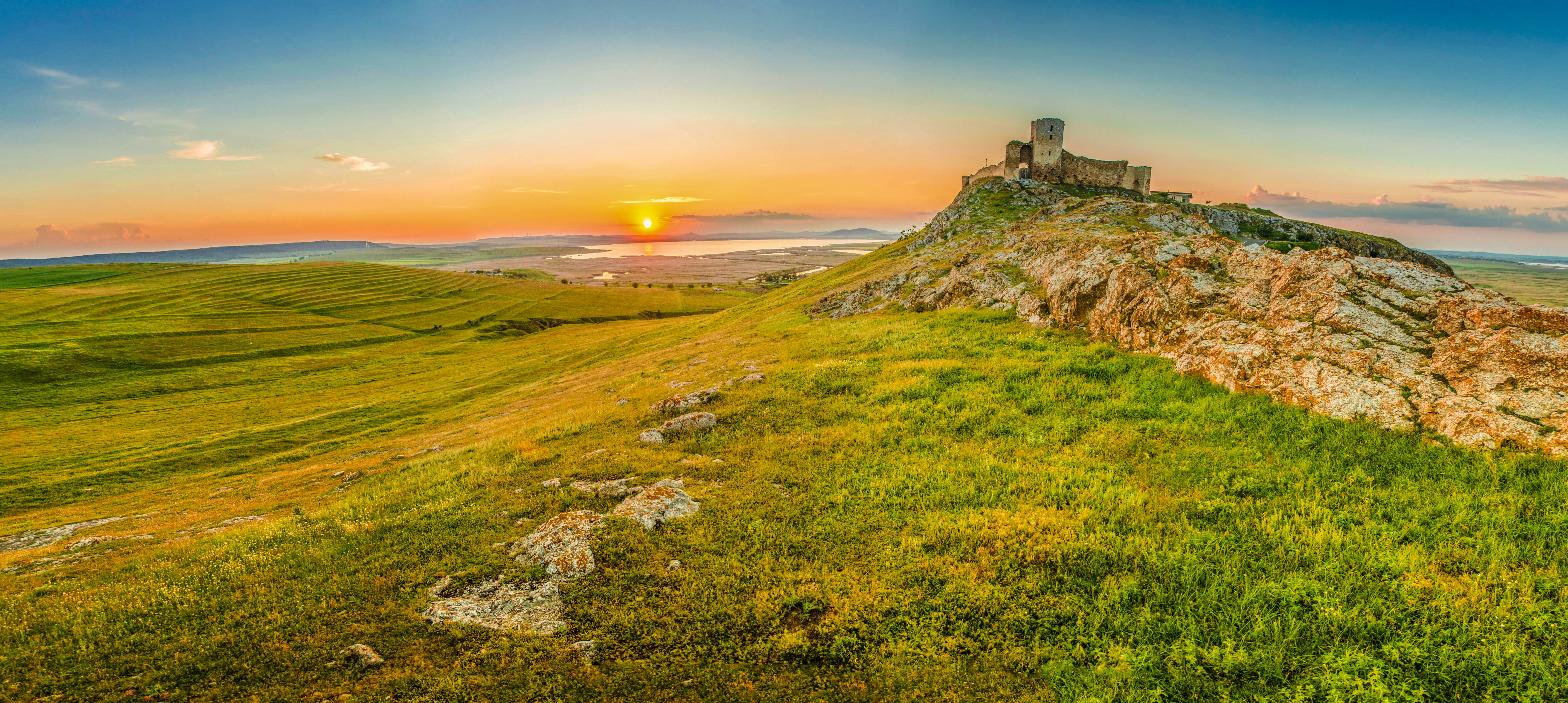

44°57′N 28°51′E / 44.950°N 28.850°E
薩里基奧伊鄉（羅馬尼亞語：Comuna Sarichioi, Tulcea），是羅馬尼亞的鄉份，位於該國東南部，由圖爾恰縣負責管轄，面積282平方公里，海拔高度33米，2002年人口7,213，人口密度每平方公里26人。